# ISS-Expeditie 63
ISS-Expeditie 63 is de drieënzestigste missie naar het Internationaal ruimtestation ISS. De missie begon in april 2020 met het vertrek van de Sojoez MS-15 van het ISS terug naar de Aarde en eindigde in oktober 2020, toen de Sojoez MS-16 terugkeerde naar de Aarde. Het Commercial Crew-programma bracht met de bemande testvlucht SpX-DM2 (Crew Dragon) twee NASA-astronauten. De capsule van die vlucht koppelde zich los van het ISS op 1 augustus en bereikte de aarde succesvol op 2 augustus. Volgens de planning eerder in het jaar zou het succes van SpX-DM2 betekenen dat de USCV-1-vlucht tussen eind augustus tot begin oktober gelanceerd zou worden en de missie zou aanvullen met astronauten. Dit werd echter uitgesteld, waardoor deze niet is gebeurd ten tijde dat Expeditie 63 aan de gang was.

## Bemanning
| Positie           | April-Mei 2020                            | Juni-Augustus 2020                          | Augustus-Oktober 2020                     | Oktober 2020                                |
| ----------------- | ----------------------------------------- | ------------------------------------------- | ----------------------------------------- | ------------------------------------------- |
| Bevelhebber       | Christopher Cassidy, NASA 3e ruimtevlucht | Christopher Cassidy, NASA 3e ruimtevlucht   | Christopher Cassidy, NASA 3e ruimtevlucht | Christopher Cassidy, NASA 3e ruimtevlucht   |
| Flight Engineer 1 | Anatoli Ivanisjin, RSA 3e ruimtevlucht    | Anatoli Ivanisjin, RSA 3e ruimtevlucht      | Anatoli Ivanisjin, RSA 3e ruimtevlucht    | Anatoli Ivanisjin, RSA 3e ruimtevlucht      |
| Flight Engineer 2 | Ivan Vagner, RSA 1e ruimtevlucht          | Ivan Vagner, RSA 1e ruimtevlucht            | Ivan Vagner, RSA 1e ruimtevlucht          | Ivan Vagner, RSA 1e ruimtevlucht            |
| Flight Engineer 3 |                                           | Douglas Hurley, SpaceX/NASA 3e ruimtevlucht |                                           | Sergej Rizjikov, RSA 2e ruimtevlucht        |
| Flight Engineer 4 |                                           | Robert Behnken, SpaceX/NASA 3e ruimtevlucht |                                           | Sergej Koed-Svertsjkov, RSA 1e ruimtevlucht |
| Flight Engineer 5 |                                           |                                             |                                           | Kathleen Rubins, NASA 2e ruimtevlucht       |